# Polymorphus minutus
Polymorphus minutus (Syn.: P. boschadis) ist eine Art der Kratzwürmer (Acanthocephala), die als Darmparasit vor allem in wildlebenden und domestizierten Wasservögeln wie Schwänen, Enten, Gänsen, Haubentauchern und selten auch in Hühnern lebt.

## Merkmale
Weibliche Tiere erreichen eine Körperlänge von maximal 10 Millimetern, die Männchen bleiben dabei mit maximal etwa 3 Millimetern deutlich kleiner. Der Rumpf ist im Gegensatz zu den meisten anderen Kratzern rötlich gefärbt. Die Breite der Tiere liegt bei maximal 0,85 Millimetern. Der Rüssel (Proboscis) ist zylindrisch bis eiförmig und besitzt 16 Hakenreihen aus jeweils 7 bis 10 Haken. Der vordere Rumpfteil ist mit Stacheln besetzt, der Rumpf ist zudem durch eine Einschnürung geteilt. Die Hoden der Männchen liegen in der Rumpfmitte und sind schräg hintereinander angeordnet, außerdem besitzen sie lange, schlauchförmige Zementdrüsen.
Die Eier sind gelb und lang spindelförmig mit gattungstypischen Ausbuchtungen der mittleren Hüllschicht an den Eipolen. Sie haben eine durchschnittliche Länge von 110 und eine durchschnittliche Breite von 19 Mikrometern.

## Lebensweise
Polymorphus minutus lebt als ausgewachsenes Tier als Darmparasit vor allem im Darm von wildlebenden und domestizierten Wasservögeln wie Schwänen, Enten, Gänsen, Haubentauchern. Selten parasiert der Wurm auch Haushühner, wenn diese gemeinsam mit Wassergeflügel gehalten werden. Als Zwischenwirte kommen verschiedene Flohkrebse der Gattung Gammarus in Frage.